# Dasineura pseudacaciae
Dasineura pseudacaciae är en tvåvingeart som först beskrevs av Fitch 1859.  Dasineura pseudacaciae ingår i släktet Dasineura och familjen gallmyggor.
Artens utbredningsområde är New York. Inga underarter finns listade i Catalogue of Life.